# Puig Rodó (Alins)
El Puig Rodó és una muntanya de 2.007 metres que es troba al municipi d'Alins, a la comarca del Pallars Sobirà.